# Į̄
Į̄ (minuscule : į̄), appelé I macron ogonek, est une lettre latine utilisée dans l’écriture de plusieurs langues athapascanes : kaska, tagish, tutchone du Nord, tutchone du Sud.
Il s’agit de la lettre I diacritée d’un macron et d’un ogonek.

## Représentations informatiques
Le I macron ogonek peut être représenté avec les caractères Unicode suivants : 
- composé et normalisé NFC (latin étendu A, diacritiques) :

| formes    | représentations | chaînes de caractères | points de code | descriptions                                        |
| --------- | --------------- | --------------------- | -------------- | --------------------------------------------------- |
| capitale  | Į̄               | Į◌̄                    | U+012E U+0304  | lettre majuscule latine i ogonek diacritique macron |
| minuscule | į̄               | į◌̄                    | U+012F U+0304  | lettre minuscule latine i ogonek diacritique macron |

- décomposé et normalisé NFD (latin de base, diacritiques) :

| formes    | représentations | chaînes de caractères | points de code       | descriptions                                                    |
| --------- | --------------- | --------------------- | -------------------- | --------------------------------------------------------------- |
| capitale  | Į̄               | I◌̨◌̄                   | U+0049 U+0328 U+0304 | lettre majuscule latine i diacritique ogonek diacritique macron |
| minuscule | į̄               | i◌̨◌̄                   | U+0069 U+0328 U+0304 | lettre minuscule latine i diacritique ogonek diacritique macron |